# Saophoan
Saophoan (tiếng Khmer: ក្រុងសិរីសោភ័ណ, chính tả cũ: Sisophon) là tỉnh lị của Banteay Meanchay, Campuchia. Trước đây vùng đất này thuộc Vương quốc Xiêm nhưng được nhượng lại cho Đông Dương thuộc Pháp vào năm 1906. Thành phố nằm trên quốc lộ 5 và quốc lộ 6. Có các tuyến xe đò và xe lửa đến Poipet và Aranyaprathet của Thái Lan. Có đền thờ Banteay Charm là địa điểm du lịch chính.